# Bernhard Vollrad von Oldenburg
Bernhard Vollrad Dietrich von Oldenburg (* 19. Januar 1744 in Knorrendorf (Mecklenburg); † 6. Juli 1805 in Warschau) war ein königlich-preußischer Offizier, zuletzt Generalmajor und Chef des Infanterie-Regiments Nr. 31.

## Leben und Wirken

### Herkunft
Seine Eltern waren der königlich dänische Leutnant Christoph von Oldenburg (* 4. Januar 1694; † 22. August 1763) – Erbherr auf Jänkendorf – und dessen Ehefrau Anna Magarethe von Zeppelin (* 19. Februar 1703; † 5. August 1757).

### Militärkarriere
Am 4. April 1760 wurde er Gefreitenkorporal im Füsilier-Regiment Nr. 47 (Rohr), etwas später am 20. September 1760 wurde er Fähnrich. Während des Siebenjährigen Krieges nahm er an den Gefechten von Berlin und Demmin teil. Bei der Belagerung von Kolberg wurde er verwundet. Am 28. Mai 1763 wurde er Seconde-Lieutenant im Regiment Nr. 47 und am 3. August 1768 Premier-Lieutenant. Am 5. August 1775 wurde er in das Infanterie-Regiment Nr. 51 (Krokow) versetzt. Dort wurde er am 22. September 1773 Stabshauptmann. Er kämpfte im Bayrischen Erbfolgekrieg und wurde am 6. Dezember 1778 Hauptmann und Kompaniechef. Am 5. März 1786 wurde er dann Major und am 13. Februar 1792 wurde er in das Infanterie-Regiment Nr. 55 (Holwede) versetzt. Dort wurde er dann schon am 11. Januar 1793 Oberstleutnant. In den Jahren 1794/1795 nahm er am polnischen Krieg teil und war bei der Einnahme von Warschau beteiligt. Für seine Tapferkeit während der Kämpfte um Warschau vom 23. August bis 26. August 1794 erhielt er den Pour le Mérite. Am 13. Januar 1795 wurde er zudem Oberst. Am 20. Mai 1800 wurde er noch zum Generalmajor ernannt und am Ende des Monats am 31. Mai 1800 zum Chef des Infanterie-Regiments Nr. 31. Er starb unverheiratet am 6. Juli 1805 in Warschau und wurde auf dem dortigen evangelischen Friedhof beigesetzt.